# Giuseppe Sanmartino
 (novembre 2013).
Si vous disposez d'ouvrages ou d'articles de référence ou si vous connaissez des sites web de qualité traitant du thème abordé ici, merci de compléter l'article en donnant les références utiles à sa vérifiabilité et en les liant à la section « Notes et références ».
Giuseppe Sanmartino, né en 1720 à Naples et mort dans cette même ville en 1793, est un sculpteur italien.

## Biographie
Giuseppe Sanmartino eut une longue et féconde carrière. Parmi ses dernières œuvres se distinguent le groupe avec Saint Augustin qui écrase l'hérésie à l'église Sant'Agostino alla Zecca selon un dessin de Ferdinando Fuga, le monument de Ferdinand Ier, fils de Charles III, dans la basilique Santa Chiara. Ses dernières œuvres connues sont les anges et les têtes ailées, en marbre, de l'église  San Lorenzo delle Benedettine de San Severo, dans les Pouilles, sculptures qui remontent à 1793 et qui sont partie intégrante de trois importantes autels de marbre projetés par son frère Gennaro, architecte et ingénieur royal.
Il fut le maître du sculpteur Angelo Viva (1748-1837).

### Œuvres

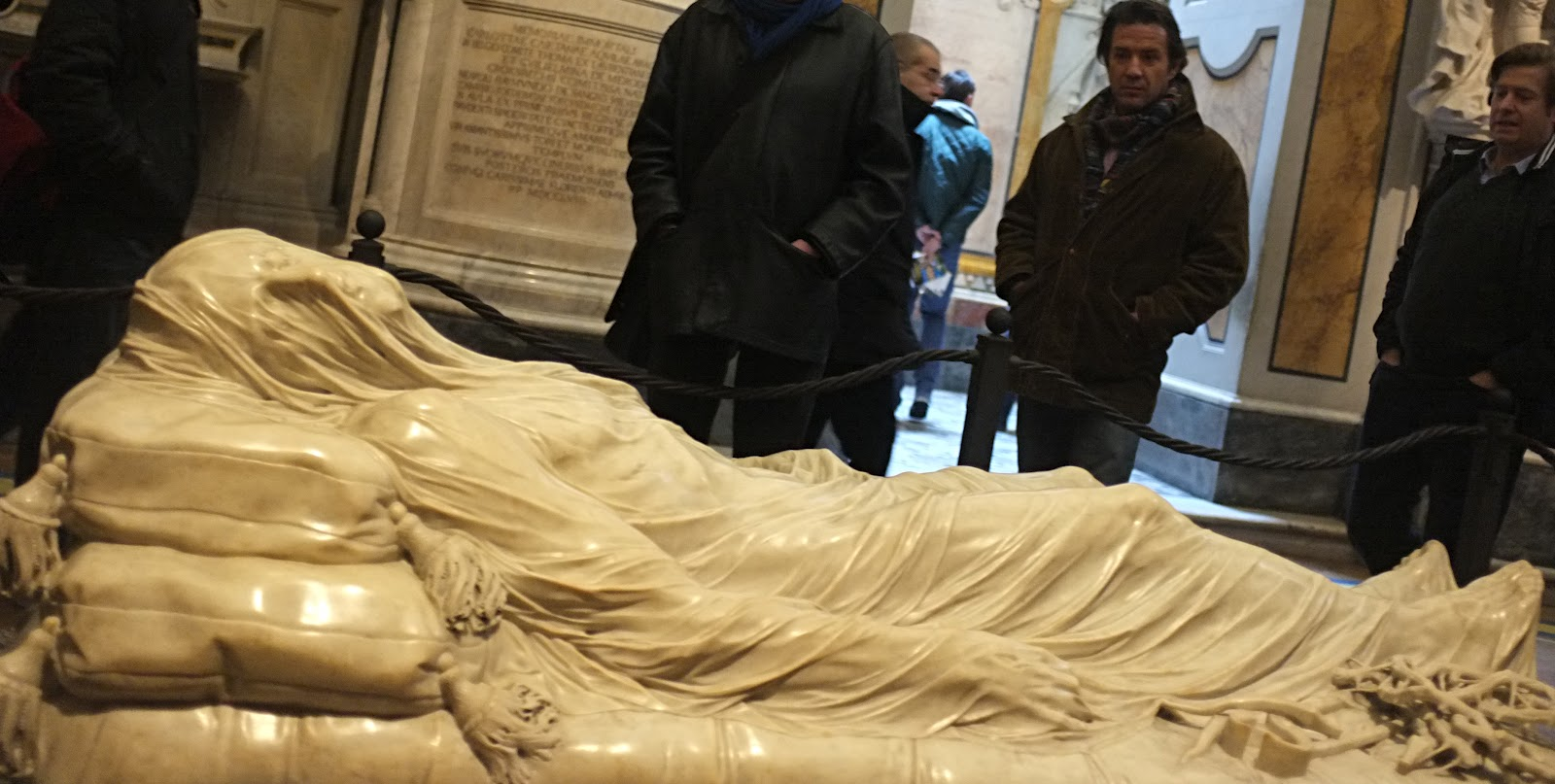
Le Christ voilé à la chapelle Sansevero de Naples

Giuseppe Sanmartino doit principalement sa renommée à une sculpture en marbre appelée Le Christ voilé  réalisée en 1753 pour la chapelle Sansevero de Naples, en Italie.
Chef-d'œuvre de la sculpture européenne du XVIIIe siècle, la statue représente le Christ mort gisant sur un lit avec la tête posée sur un coussin. Son corps voilé de marbre (d'où son nom), rendu léger comme de la soie, est saisissant de réalisme.
Le magistral rendu du voile, que l'on doit à la virtuosité de l'artiste, a donné au cours des siècles naissance à une légende selon laquelle le prince commanditaire, fameux scientifique et alchimiste Raimondo di Sangro, aurait enseigné au sculpteur la « calcification du tissu en cristal de marbre ».
Giuseppe Sanmartino fut aussi actif comme sculpteur de figurines pour les crèches de Noël. Quelques-unes d'entre elles sont exposées au Museo di San Martino de Naples.
En 1797, les orfèvres Giuseppe et Gennaro Del Giudice réalisent Tobie et l'ange Raphaël d'après une œuvre de Giuseppe Sanmartino, pièce en argent fondu, battu, ciselé, cuivre et bronze doré, conservée au musée du Trésor de San Gennaro de Naples.